# Mount Searle
Mount Searle är ett berg i Antarktis. Det ligger i Västantarktis. Argentina, Chile och Storbritannien gör anspråk på området. Toppen på Mount Searle är 523 meter över havet, eller 22 meter över den omgivande terrängen. Bredden vid basen är 1,4 km.
Terrängen runt Mount Searle är huvudsakligen kuperad, men åt sydväst är den platt. Havet är nära Mount Searle åt nordväst. Trakten är obefolkad. Det finns inga samhällen i närheten.